# Luigi Scarabello
Luigi Scarabello   (Albiano Magra, 17 de juny de 1916 - Nettuno, 2 de juliol de 2007) fou un futbolista italià que va competir durant les dècades de 1930 i 1940. Jugava de migcampista.
A nivell de clubs jugà a la Spezia Calcio (1933-1936), Genoa CFC (1936-1941), amb qui guanyà la Copa d'Itàlia de 1937, i el  Taranto (1946-1947). Una vegada retirat va exercir d'entrenador en diverses temporades a l'equip de la Spezia.
El 1936 va prendre part en els Jocs Olímpics d'Estiu de Berlín, on guanyà la medalla d'or en la competició de futbol. Va jugar dos partits amb la selecció de futbol italiana.
El 1940 es casà amb l'actriu Lilia Silvi, cosa que ajudà a aparèixer en diverses pel·lícules i a actuar com a ajudant de direcció, amb el nom artístic de Sergio Landi.